# Hypnotype
Hypnotype là một chi bướm đêm thuộc họ Noctuidae.